# Pentujärvi
Pentujärvi är en sjö i kommunen Lieksa i landskapet Norra Karelen i Finland. Sjön ligger 168,9 meter över havet. Den är 9,3 meter djup. Arean är 78 hektar och strandlinjen är 7,71 kilometer lång. Sjön  ingår i Vuoksens huvudavrinningsområde.   Den ligger omkring 83 kilometer nordöst om Joensuu och omkring 450 kilometer nordöst om Helsingfors. 